# Zernogradskij rajon
Lo Zernogradskij rajon, in russo Зерноградский район?, è un rajon dell'Oblast' di Rostov, nella Russia europea. Istituito nel 1924, il capoluogo è Zernograd.